# Tendine rotuleo

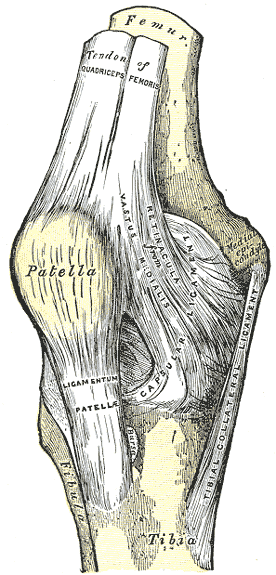
L'articolazione del ginocchio. Il tendine rotuleo (ligamentum patellae) collega la rotula alla tibia.

Il tendine rotuleo è il tendine che, nell'articolazione del ginocchio, collega la rotula con la tuberosità della tibia (parte superiore della tibia); è la porzione distale del tendine comune del quadricipite femorale.
È un tendine dalla forma piatta, piuttosto resistente lungo circa 8 cm e largo 3,5/4 cm, la sua porzione centrale (terzo centrale) viene utilizzata negli interventi di ricostruzione del legamento crociato anteriore.

## Condizioni traumatiche
Quando una persona cade con il ginocchio piegato si può assistere ad un eccessivo carico dell'apparato estensore, il tendine rotuleo viene sollecitato enormemente e, non resistendo allo sforzo, si può rompere. Tali rotture sono più frequenti nei giovani con un'età inferiore ai 40 anni.

## Condizioni patologiche
Si possono assistere a tendiniti, quando la persona, spesso atleta, non segue un giusto allenamento. In tal caso il dolore è minore rispetto ad altre tendiniti ed è più sopportabile. Il tendine può anche essere coinvolto durante la sindrome dolorosa femoro-rotulea.